# Thomas Pfeiffer
Thomas Pfeiffer (n. Pleidelsheim, 1946) es un barítono alemán.

## Trayectoria
Empezó a desarrollar sus actividades concertísticas mientras aún era estudiante. Hizo una aparición como invitado en el Festival de arte de Weimar con Goethe evening song y con el ciclo de canciones de Schubert Die Schöne Müllerin en el Festival Marienbad en Tschechien, así como con los Lieder eines Fahrenden Gesellen de Mahler en Reichenbach y Greiz.
Además de tener en su haber numerosos recitales de lieder y conciertos de oratorios, ha realizado giras en el extranjero con diversos coros. Participa como jurado en concursos e imparte cursos de canto, entre otros para el Tonkünstlerverband alemán. Desde 1992, es profesor de canto de la Universidad de Música y Artes Escénicas de Stuttgart.